# Joan Castelló
Joan Castelló, auch unter dem Namen Joan Castells bekannt, (* 15. Jahrhundert im Fürstentum Katalonien; † 16. Jahrhundert ebenda) war ein Kapellmeister der Kathedrale von Barcelona zur Zeit der Renaissance.
Castelló genoss als Musiker einen außerordentlich guten Ruf. François-Joseph Fétis bestätigt in seiner Biographie universelle des musiciens ... (1833–1844), dass der Komponist Mateu Fletxa el Vell unter der Leitung von Joan Castelló in Barcelona musikalisch ausgebildet wurde.